# Koko
Koko (San Francisco, California, 4 de julio de 1971-Woodside, California, 20 de junio de 2018) fue una gorila adiestrada por la doctora Francine Patterson y otros científicos de la Universidad de Stanford. La finalidad de su entrenamiento era poder comunicarse con ella mediante más de 1000 signos basados en la lengua de señas americana (ASL). Comprendía aproximadamente dos mil palabras de inglés hablado.
Ha sido la inspiración para el personaje de Amy, la simio «parlante» de la novela Congo, de Michael Crichton.
Koko es diminutivo de Hanabi-Ko, que significa «Hija de los fuegos artificiales», en japonés (en referencia al día de su nacimiento, el Día de la Independencia de los Estados Unidos).

## Uso de lenguaje
Algunos científicos afirman que Koko usaba la lengua de signos, y sus acciones eran coherentes con los gestos que usaba, e indican que dominaba el uso del lenguaje. Otros sostienen que ella no comprendía el significado que hay detrás de lo que hacía, pero aprendía a completar los signos porque los investigadores la recompensaban por hacerlo (indicando que sus acciones eran meramente producto de un comportamiento condicionado). También se ha discutido sobre la habilidad de Koko para expresar pensamientos coherentes a través de la lengua de signos, aduciendo que las conversaciones con el gorila estaban sujetas a la interpretación que su interlocutor puede ver en improbables concatenaciones de significados. Otros sostienen incluso que se trataría de un fraude.
La doctora Patterson cree que Koko inventaba nuevos signos para comunicar nuevas ideas. Por ejemplo, afirma que nadie enseñó a Koko la palabra "anillo"; por lo tanto, para referirse a ella, Koko combinaba las palabras "dedo" y "pulsera", es decir, "pulsera de dedo". Otro evento que sugiere que Koko comprendía sus expresiones tuvo lugar durante un chat-encuentro de Internet. Cuando Koko fue entrevistada en presencia de la doctora Patterson acerca de la posibilidad de tener hijos con su pareja, Ndume, Koko indicó decididamente que no, incluso usando términos como "retrete" y "malo" para referirse a Ndume. A pesar de esto, Patterson contestó al entrevistador que, si se introdujeran más hembras al recinto, Ndume podría ser más receptivo y podría emparejarse con Koko. Koko de nuevo respondió que no, indicando que comprendía y que no estaba de acuerdo con la interpretación de Patterson de su respuesta. Ndume continúa mostrándose poco dispuesto a tener crías con Koko. A los críticos esto solo les parecen anécdotas y claros ejemplos de la falacia patética que contamina los estudios de este tipo, a pesar de que un gorila no encaja con un "objeto natural inanimado", como define dicha falacia.
El debate requiere un planteamiento cuidadoso sobre qué significa "aprender" o "usar" un lenguaje. Este debate ha estado en curso desde el primer experimento de lengua de señas con simios (el chimpancé Washoe, en la década de 1960; el chimpancé Nim Chimpsky y el orangután Chantek). Los gorilas y los bonobos (chimpancés pigmeos) son relativamente expertos con ciertas formas de comunicación, mientras que el chimpancé común y los orangutanes son más expertos en habilidades manuales, como poder "caminar" por las ramas con las manos.
El entrenamiento de Koko comenzó cuando cumplió un año. La doctora Patterson ha valorado que su vocabulario superaba las 1000 señas, lo cual la situaba entre los más hábiles no humanos en el uso del lenguaje. Mediante este estudio  experimental, fue posible implementar un método de lengua de señas para sordos en primates. Con la aplicación de esta metodología, se logró que el gorila "Koko” pudiese aprender más de 375 signos diferentes, los cuales utilizaba para comunicarse. Entre las destrezas adquiridas destacan: la capacidad para realizar preguntas y respuestas; la habilidad para identificar variedades de objetos; e incluso la facultad para transmitir emociones como la alegría y la tristeza (Patterson,1978). Con este estudio se pudo evidenciar que los gorilas pueden comunicarse de manera satisfactoria con humanos mediante la lengua de señas. En este particular, Kortlandt (1962), considera que esta habilidad de comunicación de los póngidos proviene de su  antecesor (el  driopitecino) un tipo de homínido perteneciente a una tribu extinta de simios euroasiáticos que, se cree,  estaban estrechamente relacionados con el antepasado común de gorilas, chimpancés y humanos (“ Dryopithecini,”2022). 
Según el autor, esta especie ancestral poseía características más humanas que las que actualmente disfrutan sus descendientes. los Póngidos- como “Koko”- pero debido a una especiación por aislamiento de varias poblaciones en regiones geográficas distintas, sus destrezas fueron ocultadas con otras. Aunque, estas habilidades eran mucho más marcadas en el pasado, Koko demostró que con el uso de un adecuado método es posible aprovechar al máximo sus capacidades para comunicarse mediante la lengua de señas, logrando incluso manifestar emociones. En síntesis, el hombre, con el pasar del tiempo a través de la aparición del lenguaje, ha podido adaptarse y conquistar el medio ambiente, habilidad que le ha permitido establecer relaciones sociales y el desarrollo cultural.  Sin embargo, el privilegio biológico, cognitivo y social, no lo hace superior a otras especies- sino diferente- Principalmente, en la capacidad para emplear el habla codificada, la cual le permite incrementar la complejidad del sistema sociocultural (Harris,1981,p. 94). Por tanto, la experimentación realizada con Koko, pone en evidencia que es posible aprovechamiento de los factores genéticos ancestrales presente en gorilas, con el propósito de lograr una comunicación mediante señas entre homínidos y humanos.

## Michael y Ndume
Michael fue un gorila que vivió con Koko varios años. Si bien se alega que llegó a desarrollar un amplio vocabulario de signos, más de 600, no llegó nunca a ser tan eficiente como Koko. Los cuidadores de Michael creían que fue testigo y recordaba la muerte de su madre a manos de furtivos, pero nunca pudo expresar claramente este suceso. En el documental de la PBS Koko: conversación con un gorila (Koko: Conversation with a Gorilla), se interpreta un conjunto de señales de Michael como un intento de describir a su madre cuando la hieren con balas mientras él miraba. Aunque se deseaba que Koko y Michael pudieran tener un hijo y enseñarle los signos, estos solo se vieron como hermanos y no formaron pareja. Murió en 2000.
Otro gorila, llamado Ndume, fue seleccionado por Koko de entre un grupo de vídeos que le puso Penny y que describió como un intento de "vídeo-cita". A pesar de los esfuerzos, Koko y Ndume no formaron una pareja sino una amistad.

## Los gatos de Koko
Koko cuidó de varios gatos a través de los años, y su relación con All Ball fue descrita ampliamente en el libro de la doctora Patterson Koko Kitten.
Otro gorila famoso por haber cuidado mascotas es Toto.

## Algunas obras que tratan sobre Koko
- Koko, le gorille qui parle (1978), documental dirigido por Barbet Schroeder.[10]
- A Conversation with Koko, documental de la PBS.
- Koko's Kitten, de la doctora Patterson.[11]
- Congo, novela de Michael Crichton y su adaptación al cine (en esta, la gorila Amy está basado en Koko.[3]

### Vídeos en línea
En inglés
- PBS.org - Una conversación con Koko
- Koko.org - KokoFlix
- KokoTV

- Datos: Q1348219
- Multimedia: Koko (gorilla) / Q1348219